# Carmelo Tartón
Carmelo Tartón Vinuesa fue un fotógrafo zaragozano, 10º presidente de la Real Sociedad Fotográfica de Zaragoza durante casi 30 años. El premio de retratos de esta asociación lleva su nombre.

## Biografía
Nacido en 1930, en Zaragoza. En su juventud se interesó por la fotografía al mismo tiempo que sus estudios de peritaje industrial y arquitectura.
En 1980 le otorgaron el premio San Jorge de Fotografía, y en 1994 la Confederación Española de Fotografía le ofreció un homenaje por su intensa colaboración en le creación de la Confederación.
Como fotógrafo era muy conservador y clásico, recorría Zaragoza fotografiando sus rincones y sus habitantes. Se considera que disparó unas 100 000 instantáneas con diversas técnicas y de los más variados temas.
En 1948 se asoció en la Sociedad Fotográfica de Zaragoza, hasta que en 1968 fue nombrado presidente en funciones, y hasta 1978 fue vicepresidente, ya que este año fue nombrado presidente de la sociedad, hasta 2007, y una de sus hazañas más destacadas fue que el rey Juan Carlos otorgara a la Sociedad Fotográfica de Zaragoza el título de Real.

## Libros escritos y colaboraciones
- Los fotógrafos aragoneses. Publicación n.º 80-17 de la Caja de Ahorros de la Inmaculada de Aragón (CAI100). Autor: Carmelo Tartón Vinuesa.[1]
- Historia de la Real Sociedad Fotográfica de Zaragoza. 1997. Edición de la Diputación Provincial de Zaragoza y de la Real Sociedad Fotográfica de Zaragoza. Autores: Alfredo Romero Santamaría y Carmelo Tartón Vinuesa.
- Fotografía aragonesa. Una visión de la década de los setenta (Blanco y negro). 1982. Edita: RSFZ. Autores varios. Coordinan: José Antonio Duce, Carmelo Tartón, Duerto, Mur, Navarro, Orcastegui, Polo y Rebollo.
- Jalon Ángel. Colección fotografía aragonesa. Edita: Excma. Diputación Provincial de Zaragoza. Autores: Carmelo Tartón y Alfredo Romero. 1985.
- Los Coyne. 100 años de fotografía. Edita: Diputación de Zaragoza. Autores: Alfredo Romero, Alberto Sánchez Millán y Carmelo Tartón. 1988.
- Fotógrafos de Aragón. 1991. Edita: Diputación General de Aragón.
- Fotógrafos de la Real Sociedad Fotográfica de Zaragoza. 2007. Autores varios. Edita: RSFZ.